# Machuca (grup de música)
Machuca és un grup musical xilè de rock originat de la ciutat de Concepción, fundat l'any 1991 per els músics Giancarlo Canessa, Franciscio "El Pollo" Muñoz, Claudio "Basura" Infante i Felipe "Basurita" Infante. Va ser una banda de gran rellevància per la música local i ha arribat a ser reconegut a nivell nacional. El seu so inicial hardcore punk ha sigut influenciat per altres bandes.
En 2000, el vocalista Giancarlo Canessa deixa la banda, sent reemplaçat per Feliciano Saldías, a el temps que la banda va deixant una mica el seu so més punk, passant a un rock més pur. El 2001 entra el baterista José Burdiles, però a l'any següent abandonen, juntament amb Feliciano, definitivament la banda, per dedicar-se de ple a la seva altra agrupació, Zurdaka.

## Discografia[calcitació]
- Si tapas tus oídos EP (1992)
- Hogar dulce hogar (1995, EMI)
- Feliz cumpleaños mamá single (1995, EMI)
- Ella EP (1997, EMI) – Con Joe Vasconcellos
- Viva Machuca (1998, EMI)
- Tercero (2000, EMI)
- Furia razón (2005, Independiente)
- Inhumano (2013, LaFiskalia)

Aparicions en compilacions
- "No Quiero Morir Antes De Haber Vivido", "Hogar Dulce Hogar", "Me Cegué", "Mas Suave" – Octopus: Rock en Concepción (1994, Jungle)
- "Corazón Desilusionado" – Bresler en Vivo - Lo Mejor del Rock Chileno (1996, Bresler, EMI)
- "Corazón Desilusionado" – El Rumpy Y La Musica Del Chacotero Sentimental (1997, WEA)
- "Mi Hijo Ya No Juega" – Tuve Un Sueño Contigo (1999, EMI)
- "Corazón Desilusionado" – Rock del fin del mundo (1999, Fusión)
- "Corazón Desilusionado" – Rock del fin del mundo Vol. II (1999, Alerce)
- "Corazón Desilusionado" – Antologia Del Rock Chileno De Los 90's CD (2004, EMI)
- "Feliz Cumpleaños Mama" – Antologia Del Rock Chileno De Los 90's Vol. I DVD (2004, EMI)
- "El Bulla" – Antologia Del Rock Chileno De Los 90's Vol. II DVD (2004, EMI)
- ??? – Banda sonora Azul y blanco (2004, Independiente)
- "Planet Caravan" – Sweet Leaf - A Stoner Rock Salute To Black Sabbath (2015, Deadline)